# Glishades ericksoni
Glishades ericksoni es la única especie conocida del género extinto Glishades de dinosaurio ornitópodo hadrosauroide que vivió a finales del período Cretácico, hace aproximadamente 80 millones de años durante el Campaniense, en lo que es hoy Norteamérica. Está basado en el holotipo AMNH 27414 , dos premaxilares parciales discuvierto en las rocas de la Formación Dos Medicinas en Montana EE. UU.. Un análisis cladistico conducido por Prieto-Márquez sugiere que Glishades es un no-hadrosáurido hadrosauroide, probablemente un taxón hermano a Bactrosaurus johnsoni. La especie tipo es Glishades ericksoni.
De acuerdo con Campione et al. (2012) el espécimen holotipo de Glishades ericksoni podría ser realmente un juvenil indeterminado de un hadrosáurido saurolofino; estos autores consideran a G. ericksoni como nomen dubium.